# Morris White
Morris Ellis "Fruit" White (Nashville, 17 januari, 1911 - november 1986) was een Amerikaanse jazz-banjospeler en gitarist. In de jaren twintig speelde hij met Charlie Creath, Dewey Jackson en Ethel Waters en in 1928 werd hij lid van The Missourians. In 1930 nam Cab Calloway de leiding van deze band over en werd White een van zijn belangrijkste sidemen. White bleef er werken tot 1937, waarna hij kort bij vibrafonist en bandleider Lionel Hampton speelde. Daarna trok hij zich terug uit de muziekbusiness.